# Spilomyia sayi
Spilomyia sayi е северноамериканско насекомо от разред Двукрили, наподобяващо по външен вид на оса. Въпреки външната си прилика обаче мухите от вида са напълно безопасни и не жилят. Разпространени са в прерийните райони на САЩ и Канада. Възрастните са с размери 12 - 16 mm, хранят се с нектар от различни видове прериини растения. Летежът се наблюдава в периода от юни до октомври.